# Espectro (Marvel Comics)
John Wraith, también conocido como Espectro, es un personaje ficticio que aparece en los cómics estadounidenses publicados por Marvel Comics.
El personaje apareció en la película de 2009 X-Men Origins: Wolverine interpretado por Will.i.am.

## Historial de publicaciones
Kestral apareció por primera vez en Wolverine vol. 2 60 y fue creado por Larry Hama.

## Biografía del personaje ficticio
John Wraith fue miembro del Equipo X, y más tarde un sujeto de prueba del Programa Arma X. Formó parte del Equipo X junto con Wolverine, Sabretooth, Agent Zero, Mastodonte y Zorra Plateada. John era un poderoso teletransportador, capaz de sacar al equipo de situaciones complicadas una vez que su trabajo había terminado. Tenía una inclinación por los explosivos, armándose con cargas con forma, explosivos que fueron construidos para dirigir la fuerza de su explosión en direcciones específicas según la forma en que se despliegan. Al igual que los otros miembros del Equipo X, le dieron un supresor artificial de la edad por lo que probablemente era mucho mayor de lo que parecía. Su tiempo como agente secreto y miembro del programa Arma X dejó a John algo paranoico. Su casa era una verdadera trampa mortal, como lo era el patio a su alrededor; John no confiaba en nadie.
Hizo el hábito de mantener su habilidad en secreto tanto para sus compatriotas como para sus enemigos, usándola con moderación, y si nadie lo estaba mirando directamente, a menos que fuera absolutamente vital. La única vez que sus compañeros del Equipo-X se enteraron de sus poderes fue cuando se enfrentaron a Omega Rojo. John respaldó en esa misión que Wolverine, Maverick y Sabretooth corrieron en Alemania para recolectar un sintetizador de carbonadio, y cuando ese trío salió del compuesto objetivo con Red en su persecución, John lo detuvo con su arma hasta que los otros escaparon. Sin inmutarse, Omega fue a envolver a John y romperlo en pedazos, pero John se teletransportó a la seguridad en el último segundo, y solo Wolverine y Omega Rojo lo vieron. También había cierta animosidad entre él y Sabretooth. Era tan violento como sus compañeros del programa Weapon X, pero era mucho más misericordioso y no disfrutaba matar inocentes mientras estaba en una misión, lo que lo ponía en desacuerdo con gente como Sabretooth. Sabretooth una vez languideció durante bastante tiempo en el sótano de John con varias cargas en forma de correas atadas a su pecho. A menos que tuviera una buena razón para hacerlo, Sabretooth no lo haría.
Años más tarde, John había rastreado a Wolverine y al resto de sus viejos compañeros de equipo porque parecía que había un problema con los factores de supresión de edad que les había dado Weapon X, ya que uno de ellos, Mastodon, había envejecido repentinamente con bastante rapidez. reducido a una pila de lodo. Con su ayuda, John descubrió una lista de candidatos de terminación del proyecto Arma X. Se reconocieron a sí mismos en la lista más un hombre llamado Aldo Ferro, que sabían que era un gran jefe de la mafia, Il Topo Siciliano. Rastrearon a Ferro a su isla aislada donde descubrieron a Maverick que lo custodiaba. Después de que la transformación de Ferro causó que Carol Hines muriera de miedo, Maverick pronto cambió de bando cuando Ferro, también conocido como Psi-Borg, reveló que él fue quien usó sus poderes psíquicos para acelerar la implantación de la memoria falsa de los sujetos del Arma X. Después de este fiasco, John salió con Wolverine durante un mes o dos, pero luego desapareció.
Wraith fue luego reclutado nuevamente en Weapon X por el "Director" y su misión era reclutar a Maverick también. Sin embargo, Maverick se defendió y Wraith recibió un disparo y Sabretooth le rompió el cuello, quien estaba planeando traicionar al Programa y no podía confiar en Wraith. Fue dejado por muerto, pero logró sobrevivir.
ohn Wraith aparece vivo y más tarde se convirtió en un predicador y fue visitado por Wolverine, quien confió en Wraith durante la búsqueda del alma, instigado por ser un tanto escéptico de su nuevo comienzo en la vida. Sin embargo, un demonio posteriormente poseyó el cuerpo de Wolverine (conocido como Hellverine) y atrajo a Wraith a una trampa matando a uno de sus feligreses. Mientras salía de la capilla y cerraba a los feligreses para asegurarse de que no sufrirían más daño, Wraith se armó con un rifle de asalto y partió para detener el alboroto de Logan solo para ser atrapado en una de sus propias trampas, donde se encontró cara a cara con Hellverine, quien logró lanzar un hechizo sobre él, causando una variedad de criaturas mortales (incluyendo escorpiones y serpientes) para gatear por todo su cuerpo; aparentemente matándolo. Hellverine luego dirigió su atención a la iglesia de Wraith (que aún estaba encerrada con los feligreses en el interior) y usó sus poderes demoníacos para incendiar el edificio. Wraith emergió de la nada y trató en vano de detener al demonio, pero fue herido de gravedad por sus garras. Impotente, Wraith solo podía ver cómo los feligreses eran quemados vivos mientras él yacía moribundo, ya que ahora estaba sin poder y ya no podía teletransportarse.

## Poderes y Habilidades
Espectro tenía la capacidad psiónica para saltar de fase; lo que significa que al parecer podría desaparecer a voluntad desde cualquier punto en el espacio y aparecer en otro, con lo que parece ser una gama excepcionalmente alta. Él podía moverse por el espacio a voluntad, apareciendo y desapareciendo de una manera que no dejaba ninguna explosión deslumbrante de luz o sonido e incluso podría llevar a otros con él. Él también tenía un suero para prolongar su vida en su sangre, debido a su participación en el programa Arma X. A él le gustaba usar "cargas huecas," bombas cuyas explosiones son controladas con precisión.
Al teletransportarse se alcanza a ver en muy poco tiempo como su ropa y su piel desparecen, dejando en visto su esqueleto.

## Otras versiones

### Ultimate Marvel
A diferencia de su contraparte convencional mutante, la versión Ultimate de Marvel de John Wraith es un ser humano blanco. El coronel John Wraith era un comando que odia a los mutantes quien fue sancionado por SHIELD para encabezar el barbárico Programa Arma X. El programa fue asignado a capturar los mutantes y obligarlos a llevar a cabo misiones secretas para el gobierno de los EE. UU. El programa fue codirigido por un Dr. Abraham Cornelius. Él y sus hombres (todos aquellos con sentimientos anti-mutantes también) lograron capturar y someter a un paracaidista canadiense llamado James "Lucky Jim" Howlett a experimentos que arrasaron con sus recuerdos y unieron su esqueleto con adamantium. Ellos lo bautizaron Arma X y le dieron el nombre falso de "Logan". Él y sus hombres disfrutaron atormentando a Logan burlándose de él, con retazos de sus recuerdos perdidos y también encerrándolo en una celda y disparándole noche y día ya que no podía morir debido a su factor de curación mutante. Esto condicionó a Logan para convertirse en la perfecta máquina de matar, o así lo creían.
Durante la Guerra del Golfo ellos lo transportaban en el desierto preparándolo para su implementación, pero su equipo de transporte fue emboscado y Wolverine accidentalmente fue liberado. Tropezando con un joven Nick Furia, quien también fue tomado por sorpresa por la misma emboscada, Logan lo rescató y lo trajo de vuelta al campamento base. El coronel Wraith, quien se sorprendió de que Wolverine mantuvo su humanidad al no matar a Furia, ordenó a sus hombres que le dispararan y enjaularan a Logan una vez más. Él le dijo a Fury no se preocupara por Wolverine ya que no era nada más que un arma viviente. Un par de años más tarde, Furia le devolvió el favor a Logan, ayudándolo a escapar de las instalaciones de Arma X.
Wraith envió a Sabretooth, otro de sus agentes mutantes, tras Logan, pero regresó con las manos vacías. Wraith entonces comenzó a capturar otros mutantes para tomar el lugar de Wolverine, incluyendo a Nightcrawler, Rogue y Juggernaut. Cuando recibió la noticia de que Logan se dirigió de nuevo a Estados Unidos (desconocido para ellos como asesino de Magneto), él y sus hombres volvieron a intentar recapturar a Logan, sólo para que sus planes sean frustrados por la Patrulla X. La cara de Wraith cortada por las garras de Logan. En represalia, Wraith ordenó la captura de la Patrulla X, pero no pudo coger a Logan una vez más.
Él tenía a Xavier conectado a máquinas para aprovechar la telepatía del Profesor con el fin de ayudarle a encontrar otros posibles candidatos para el programa. Los mutantes encarcelados en las instalaciones del Arma X eran torturados a diario; el brazo de Rogue era roto con regularidad y el metal fundido era vertió sobre Coloso para poner a prueba su durabilidad. Fue también durante este tiempo que Bestia fue mutado aún más por el Dr. Cornelius. Para mantenerlos a raya, Wraith había implantado micro explosivos en ellos y si alguien salía de la línea o trataba de escapar, serían sus amigos los que pagarían el precio.
La primera gran misión de la Patrulla X los obligó a separarse. Un equipo fue asignado para liberar a Nick Furia que había sido capturado por un país extranjero, mientras que el otro equipo fue asignado para destruir una nueva arma biológica siendo desarrollada por los terroristas. A Jean Grey se le dio la orden de ejecutar a uno de los científicos que habían capturado, pero ella se negó. Wraith amenazó con detonar los implantes de Cíclope por su insubordinación, momento en el que se vio obligada a matar a alguien por primera vez.
Cuando el general Thunderbolt Ross amenazó con eliminar el Arma X, Wraith utiliza a Xavier para deshacerse del general con una explosión mental. Wolverine fue capturado, pero desconocido para ellos había dirigido en secreto la Hermandad de Mutantes a la instalación en un intento de liberar a los mutantes encarcelados. Cuando los mutantes comenzaron a liberarse, Wraith disparó a Xavier e intentó huir en un helicóptero. Blob se aferró al helicóptero de Wraith, pero finalmente perdió su agarre. Tormenta trató de freír a Wraith con un rayo, pero Nightcrawler salvó al coronel. Como recompensa, Wraith intentó matar al teletransportador. Nick Furia mató a Wraith y declaró que todos los mutantes en la instalación eran libres de irse.
Las fuerzas del gobierno canadiense salvaron la vida de John inyectándole la droga "Banshee", y fue hecho líder de Alpha Flight. También ganó superpoderes. Wraith decidió llamarse a sí mismo Vindicador. Su equipo fue a recuperar a Northstar, que condujo a los X-Men a averiguar que el equipo de Wraith todo lo usaba Banshee. No fue sino hasta después de la Ola Ultimatum que Rogue buscó a Wraith quien descubrió su identidad durante una batalla anterior cuando algunos de los X-Men fueron a rescatar a Northstar. Ella lo convenció a que la ayude a matar a Magneto. Él necesitaba unas pocas personas más para ayudar en esta misión entonces él y Rogue capturan a Sabretooth y Juggernaut para reformar el Arma X.

## En otros medios

### Televisión
- En X-Men Evolution episodio "Objetivo X", Omega Rojo hace referencia a Rebelde y Espectro mientras habla con Wolverine, mencionando al segundo como "Wraith", durante un recuento de sus adversarios del Arma X.
- En Wolverine and the X-Men, el Coronel Moss (con la voz de Michael Ironside) está basado en la versión Ultimate de Marvel de John Wraith. Él dirige la División de Respuesta Mutante y tiene algo de venganza contra Wolverine (Moss tiene marcas de garras en todo su rostro gracias a Logan en algún momento en el pasado). Él era un exjefe del Arma X. En el futuro dominado por Centinelas, él es un cyborg que se encarga de poner amortiguadores de energía en las prisiones de mutantes. Cada vez que su mitad biológica se ve comprometida por un telépata, su modo de Centinela tomaría el control.

### Películas
- En la película de 2009 X-Men Origins: Wolverine, John Wraith es interpretado por el cantante will.i.am (de The Black Eyed Peas).[12] Wraith, un mutante que se puede teletransportar, es miembro del Equipo X, que también consiste en James "Logan" Howlett, Victor Creed, Wade Wilson, Agente Zero, Chris Bradley, y Fred Dukes, bajo el liderazgo de William Stryker. Aunque en un principio era leal al equipo, Wraith finalmente abandona el equipo debido a problemas morales (que a él, como a Logan, no le gustaba el asesinato que el equipo hizo pero se vio obligado a seguir órdenes de todos modos, tales como secuestrar mutantes compañeros, bajo el empleo de Stryker) y se convierte en un gestor de boxeo. Él parece ser el miembro en el que Wolverine confía plenamente, siendo el primero a quien hace una visita después de tantos años. Cuando Wolverine llega para obtener información sobre la base de Stryker, él le dice que le pregunte a Dukes, que ahora es obeso y hace boxeo para mantenerse en forma. Antes de darle cualquier información a Logan, Dukes reta a Logan a un combate de boxeo. Logan gana gracias a su nuevo esqueleto de adamantium, y Dukes le dirige hacia Remy LeBeau, un cautivo escapado. Wraith va con Wolverine a un casino en Luisiana. Wraith vigila la parte posterior, sólo para enfrentarse a Creed. Sabiendo que él mató a Bradley, Wade y aparentemente a Dukes, Wraith pelea contra Creed con la intención de matarlo, a pesar de haber accedido a dejárselo a Wolverine. Wraith usa su habilidad de teletransporte para su ventaja y se las arregla para golpear a Creed múltiples veces, pero Creed, prediciendo los movimientos de Wraith, acaba agarrando la columna de Wraith colocando su mano en el lugar preciso para agarrarla mientras Wraith aparece, matándolo en el acto. Creed toma una muestra de la sangre de Wraith y su habilidad de teletransporte es utilizada para el Arma XI / Deadpool.[13]

### Videojuegos
- En el juego de X-Men Origins: Wolverine, Wraith aparece con la voz de Will.i.am. Su papel es más o menos el mismo en la película, excepto que aparece por primera vez cuando Wolverine está rescatándolo de los cuarteles generales del Proyecto: Despertar con la ayuda de Raven Darkholme, durante lo cual se da a entender que él es el padre del futuro hombre X compañero de Wolverine, Nightcrawler. Él lleva a Logan a su compañero del Equipo X Frederick Dukes, luego lo lleva hasta Remy LeBeau, y cubre la parte posterior de su casino. Victor Creed de repente ataca y mata a Wraith.